# Elaeocarpus ptilanthus
Elaeocarpus ptilanthus là một loài thực vật có hoa trong họ Côm. Loài này được Schltr. mô tả khoa học đầu tiên năm 1916.